# ذوالجناح

ذوالجناح در تابلوی عصر عاشورا

ذوالجناح یعنی صاحب دو بال و پر، در فرهنگ عزاداری شیعیان نام اسب حسین بن علی است که او در روز عاشورا بر آن سوار بود. ذوالجناح در تعزیه و دسته‌های سوگواری امام سوم شیعیان از اهمیت و احترام خاصی برخوردار است. ذوالجناح را در ضمن به عنوان عقل فعال به حساب آورده و آن را به براق تشبیه می‌کنند.

## نام
ذوالجناح بسیار چابک بود و در میدان نبرد سرعت عمل از خود نشان می‌داد و به واسطهٔ شباهتش در تیزی با پرندگان به این نام خوانده می‌شد.
به گفتهٔ برخی ذوالجناح از اسب‌های محمد بن عبداللّه، (پیامبر اکرم) بود که حسین بن علی به ارث برده بود. از آن در زیارت ناحیهٔ مقدسه به نام الجواد یاد شده‌است.

## اعتقاد شیعه

### وفاداری
« پس از اینکه حسین بن علی خود را به نهر فرات رساند درحالیکه ۴۰۰۰ جنگجو نگهبانی می‌دادند. آنان را کنار زدند وقتی ذوالجناح به فرات رسید با ولع و اشتیاق زیاد سر خود را به آب نزدیک برد که آب بنوشد، حسین بن علی راکبش فرمود تو تشنه‌ای و من تشنه به خدا سوگند لب به آب نخواهم زد تا اینکه تو سیراب شوی، هنگامی که اسب سخنان حسین بن علی را شنید سر خود را بالا گرفت و آب ننوشید گویا سخنان حسین بن علی را فهمید سپس حسین بن علی به او امر کرد بنوش و من نیز خواهم نوشید… »

تاریخ بایگانی ، ابن شهر آشوب، مناقب آل ابی طالب، ج۴، ص۵۸
نویسندگان مقاتل و راویان در وفاداری، هوشمندی و صمیمت ذوالجناح روایات بسیار ذکر کرده‌اند و در آثار خود با عظمت از آن نام برده‌اند به ویژه هنگامی که حسین بن علی بر اثر عطش و جراحات و خون‌ریزی بی‌حال شده بودند، او با مهارت و چابکی و زیرکی خاص صاحبش (حسین بن علی) را از میدان نبرد خارج نمود که به خیمه‌گاه برساند ولی حسین بن علی پیش از رسیدن به خیمه‌گاه از اسب به زمین افتاد. ابن سعد فریاد زد آن اسب را بگیرید به خدا سوگند از گرانبهاترین اسب‌های محمد بن عبدالله است. هنگامی که سپاه عمر بن سعد خواستند اسب را بگیرند ذوالجناح به آنان حمله کرد و با لگد آنان را به هلاکت رساند. ابن شهر آشوب آمار کشتگان توسط ذوالجناح را ۴۰ جنگجو ضبط کرده و دیگران بیش از این تعداد یاد کرده‌اند. ابن سعد فریاد زد او را رها کنید وگرنه همه را به قتل می‌رساند.

### رساندن خبر کشته شدن حسین
مطابق باور شیعه، هنگامی که دشمن از او دور شد و ذوالجناح اطمینان حاصل کرد که او را رها کرده‌اند، بر سر بالین حسین بن علی و به دور جسد بی‌حال او می‌چرخید و او را بو می‌کرد و می‌بوسید. سپس پیشانی خود را به خون بدن حسین بن علی آغشته کرد در حالیکه دست‌های خود را بر زمین می‌کوبید و شیهه سر می‌داد به سوی خیمه‌گاه رفت، هنگامی که به خیمه گاه رسید آواز بلند می‌کشید و سر خود را به زمین می‌کوبید، وقتی که اهل بیت حسین بن علی ذوالجناح را به آن حال دیدند از خیمه‌ها بیرون آمده و گریه‌کنان دور ذوالجناح گرد آمده و دست بر سر و صورت و پای او می‌کشیدند، ام کلثوم دو دست خود را بر بالای سر خویش گذاشت و فریاد می‌زد: وامحمداه واجداه وانبیاه.

| خونی که روی یال تو پیداست، ذوالجناح |  | خون همیشه جاری مولاست، ذوالجناح   |
| یک قطره آفتاب به روی تنت نشست       |  | بوی خدا ز یال تو برخاست، ذوالجناح |

### سرانجام
تاریخ‌نگاران در مورد سرنوشت ذوالجناح در عصر عاشورا اختلاف دارند؛
- گروهی بر این باورند که ذوالجناح پس از رساندن خبر کشته شدن حسین بن علی به خاندان او آنقدر سر خود را به زمین کوبید تا اینکه مقابل خیمه‌گاه نقش بر زمین گشت و مرد.[۸]
- برخی نیز می‌گویند پیش از کشته شدن حسین بن علی کشته شد و او زمانی را پیاده با لشکر عبیدالله بن زیاد جنگید تا کشته‌شد.[۹]
- عبدالله بن قیس گفت: آن اسب را دیدم که تمام مردم از دور او پراکنده شدند و او به سرعت به طرف خیمه‌ها رفت و کسی قادر نبود به او نزدیک شود و سپس آهنگ فرات کرد و به سرعت خود را به وسط فرات رسانید و در آب فرورفت و تا امروز، کسی نمی‌داند او کجا رفته و چه شده‌است. (اسرار الشهادة، ص ۴۳۶.)

## آثار هنری
از ذوالجناح در ادب عاشورایی یاد می‌شود و شیعیان در اشعار عربی و فارسی و… از هوشمندی و وفای وی به امام نام برده‌اند. در روز عاشورا اسبی را بدون سرنشین در حالی که او را با رنگ سرخ رنگ نموده و تیر به بدنش آویزان کرده‌اند به علامت کشته شدن حسین بن علی در مقابل دستهٔ عزادار و حسینیه‌ها به حرکت درمی‌آورند.
نقاشان شیعه نیز از دیرزمان تصاویر، عکس‌ها و نقاشی بر پارچه و پشت شیشه از ذوالجناح به صورت حزین و دردناک و غمگین کشیده‌اند.
اخیراً فرشچیان هنرمند معاصر تابلوی ذوالجناح به هنگام بازگشت به خیمه‌گاه که اهل بیت حسین بن علی در اطراف او گردآمده‌اند را به تصویر کشیده‌است. اصل این تابلو در موزهٔ آستان قدس رضوی نگه‌داری می‌شود و میلیون‌ها نسخه در حجم و اندازه‌های مختلف از آن طبع گردیده و در سراسر مراکز تشیع توزیع شده‌است.
عمان سامانی در گنجینة الاسرار، دیگر اسب مشهور و محبوب میان شیعیان، ذوالجناح را که مرکب حسین بن علی در روز عاشوراست را به براق تشبیه می‌کند.

| پا نهاد از روی همت در رکاب  |  | کرد با اسب از سر شفقت، خطاب  |
| کای سبک پر، ذوالجناح تیزتک  |  | گرد نعلت سرمه چشم ملک        |
| ای سماوی جلوه قدسی خرام     |  | ای ز مبدأ تا معادت نیم گام   |
| ای به رفتار از تفکر، تیزتر  |  | وز براق عقل، چابک خیزتر      |
| روی به کوی دوست، منهاج منست |  | دیده واکن، وقت معراج منست    |
| بد به شب معراج آن گیتی فروز |  | ای عجب، معراج من باشد به روز |
| تو براق آسمان پیمای من      |  | روز عاشورا شب اسرای من       |
| بس حقوقا کز مَنت بر ذمت است  |  | ای سمت نازم زمان همت است     |